# Burmecaelinus armis
Burmecaelinus armis (лат.) — ископаемый вид прямокрылых, единственный в составе рода Burmecaelinus из семейства Burmecaelidae. Меловой период, бирманский янтарь (Мьянма, Юго-Восточная Азия).

## Этимология
Название вида B. armis было заимствовано из латыни и связано с «бронированными» (armor) пронотумом и задними ногами. Родовое имя Burmecaelinus образовано от имени бирманского янтаря (burmese) и слова-основы названия подотряда (Caelifera).

## Описание
Мелкие прямокрылые, длина тела 3,81 мм, длина тела с церками 4,16 мм; длина пронотума 0,61 мм. Голова гипогнатная, длиннее ширины. Усики короткие (длина антенны 0,69 мм, три четверти длины головы дорсально), базально узкие, широкие апикально. Глаза крупные (удлинённые и выступающие дорсально), длина 0,38 мм и ширина 0,27 мм). Оцеллии отсутствуют. Переднеспинка 0,61 мм длиной, боковые доли 0,37 мм высотой, с шероховатой поверхностью, седловидной формы, прямоугольной формы латерально, передний и задний боковые края слабо выпуклые, трапециевидной формы дорсально, задний край дорсальной стороны (1,47 мм) почти вдвое (примерно в 1,7 раза) шире переднего края (0,88 мм), не выступает за пределы брюшка в дорсальной части. Обнаружены в бирманском янтаре (меловой период) в Мьянме (Юго-Восточная Азия).